# Туркменский ушан
Туркменский ушан (лат. Plecotus turkmenicus) — один из видов рода ушанов из семейства обыкновенных летучих мышей (Vespertilionidae). До недавнего времени его рассматривали в качестве одного из подвидов серого ушана (P. austriacus); однако, молекулярно-генетические данные показывают как видовую самостоятельность туркменского ушана, так и большее родство с P. auritus, а не с P. austriacus (как и для других азиатских видов рода).

## Описание
Масса тела туркменского ушана варьирует от 10 до 15 г. Длина тела составляет около 52-55 мм, длина предплечья — 42-45,5 мм. Размах крыльев около 30 см. Кожные валики позади ноздрей (характерные для ушанов) развиты слабо, бугорок над глазом небольшого размера. Шерсть туркменских ушанов густая, преимущественно светлых оттенков — с белым окрасом на брюхе и палевым на спине. Ближе к основанию хвоста, у низа спины находится участок с голой, непигментированной кожей. Коготь на первом пальце крыла P. turkmenicus короткий. Перепонки просвечивающие и, как и маска, также непигментированные. Череп туркменского ушана пропорционально широкий, с массивными скуловыми дугами и зубами. Верхние малый предкоренной зуб и наружный резец очень мелкие, едва прорезающиеся сквозь десну. 
P. turkmenicus, по-видимому, оседлый. Убежищами служат старые штольни, колодцы, природные пещеры и скальные трещины. Основной рацион составляют насекомые, пойманные в воздухе или на субстрате. Полет, в основном, очень маневренный, медленный. Роды у туркменского ушана приходятся на весну—начало лета, с 1 детёнышем в выводке.

## Распространение
Ареал P. turkmenicus включает в себя аридные ландшафты запада Центральной Азии, в частности Устюрт и Мангышлак на юго-западе Казахстана, а также Заунгузские Каракумы и Копетдагские горы в составе Туркменистана. Вторая часть ареала, вероятно, изолированная от первой, расположена в аридных областях на западе и юге Монголии.

## Статус популяции и охрана
МСОП относит туркменских ушанов к видам, вызывающим наименьшие опасения, по причине широкой зоны распространения и незначительного изменения популяции. Ареал включает в себя несколько охраняемых территорий.